# Reserva índia del Riu Moapa

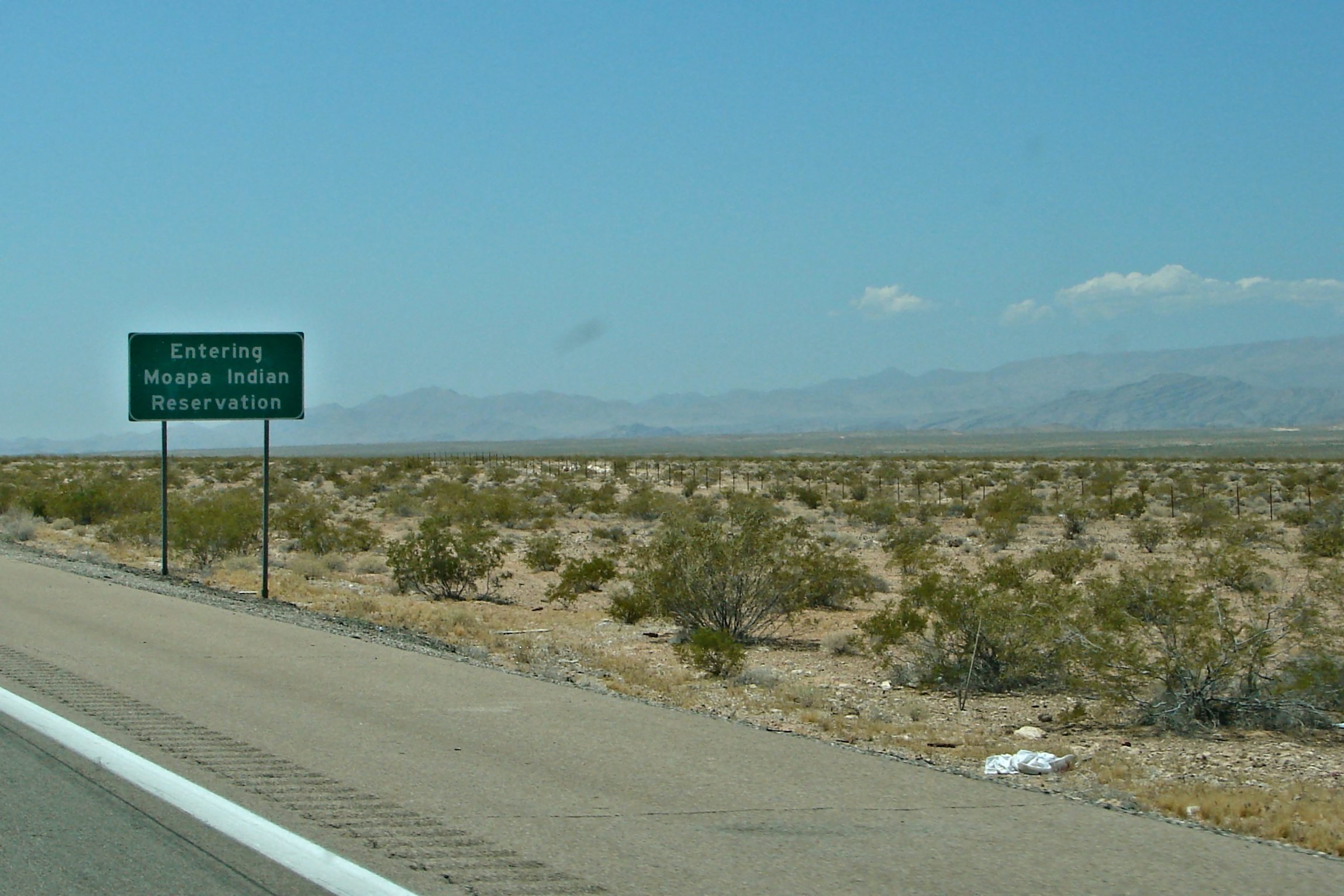
Senyal de benvinguda a la reserva Moapa

La Reserva índia del Riu Moapa és una reserva índia situada al nord-est de Las Vegas, vora Moapa Town. és la terra de la banda Moapa dels indis paiute, una banda local dels amerindis dels Estats Units paiute del sud. La reserva del Riu Moapa consta de 71.954 acres (29.119 hectares).
En l'any 2000, la població era de 206 habitants, dels quals el 80,1% eren amerindis.

## Localització i geografia
La reserva és creuada de nord-est a sud-oest per l'autopista I-15. Al sud-est, es troba al costat del Parc Estatal Valley of Fire. En particular, la sortida 75 de l'autopista i la carretera local que condueix a l'entrada del parc a l'oest (abans Nevada 169, donada de baixa en 2001), davant de l'entrada, pertanyen a la reserva.

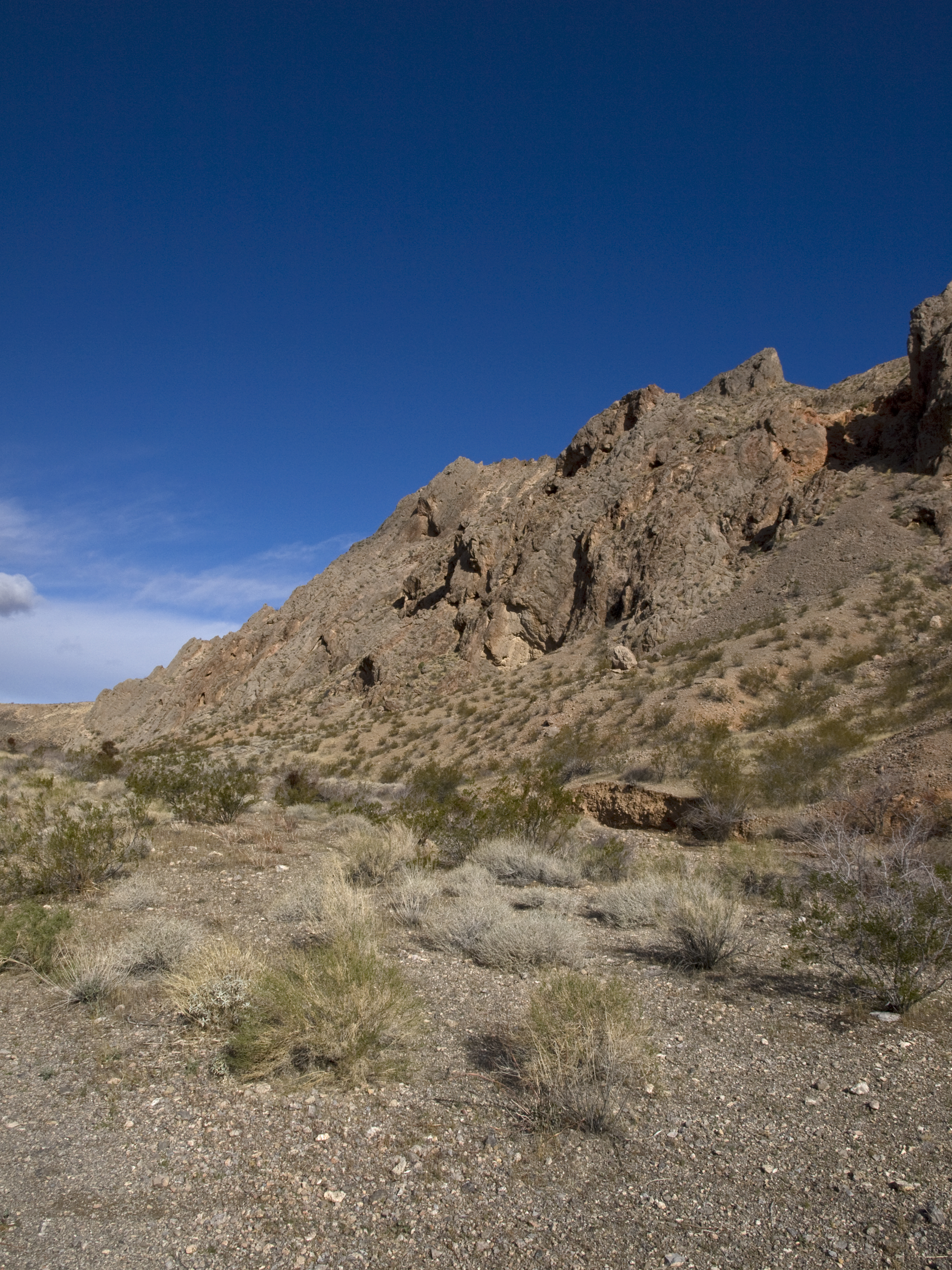
Roques a la part meridional de la reserva, immediatament a l'oest del parc estatal